# The Racketeer
The Racketeer (br: O Gângster) é um filme estadunidense de 1929, do gênero drama, dirigido por Howard Higgin. 

## Elenco
- Robert Armstrong ...  Mahlon Keane
- Carole Lombard ...  Rhoda Philbrooke
- Roland Drew ...  Tony Vaughan
- Paul Hurst ...  Mehaffy - Policeman
- Kit Guard ...  Gus

## Sinopse
Bela jovem casa-se com gângster para ajudar a carreira de músico de seu namorado. 

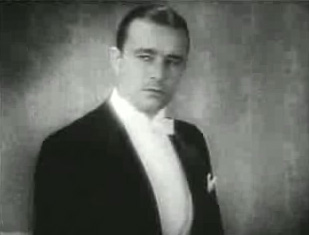